# 桑島和宏
桑島 和宏（くわじま かずひろ、1984年8月8日 - ）は、千葉県出身の競艇選手。登録番号4379。身長163cm。血液型O型。98期。同期に平山智加がいる。
父は地方競馬船橋競馬場所属の元騎手の桑島孝春。伯父は日本中央競馬会所属の後地方競馬に移籍した元騎手の桑島孝明。

## 来歴
- 八千代松陰高校卒業。帝京平成大学在学中にやまと競艇学校に合格し大学を中途退学した。リーグ戦勝率5.51（準優出3　優出2）の成績を残した。
- 2006年5月17日、多摩川競艇場でデビュー（転覆失格）。
- 2006年12月14日、平和島競艇場での「第44回東京中日スポーツ杯」3日目1Rで初勝利（76走目）。
- 2009年2月11日、福岡競艇場での「スポーツニッポン杯争奪戦」で初優勝（初優出）。